# Naumovozyma castellii
Naumovozyma castellii är en svampart som först beskrevs av Capr., och fick sitt nu gällande namn av Kurtzman 2008. Naumovozyma castellii ingår i släktet Naumovozyma och familjen Saccharomycetaceae.   Inga underarter finns listade i Catalogue of Life.